# NGC 3555
NGC 3555 este o galaxie eliptică situată în constelația Leul. A fost descoperită în 24 august 1883 de către Lewis A. Swift. Se află la o distanță de 116,41 megaparseci de Pământ.